# Федербах
Федербах (нем. Federbach) — река в Германии, протекает по земле Баден-Вюртемберг. Длина — 42 км, площадь водосборного бассейна — 127 км².
С начала XVIII века до 1930-х годов естественно течение Федербаха неоднократно менялось человеком. Сохранились остатки старого русла, известные как Старый Федербах (нем. Alte Federbach).

## Железная дорога
С 2016 года в рамках строительства железной дороги «Карлсруэ — Базель» строится четырехкилометровый «Раштатт-тоннель», проходящий через долину Федербаха. Ввод в эксплуатацию тоннеля планируется в конце 2020-х годов. Это позволит, в частности, улучшить экологическое состояние реки.